# Manacus
Manacus es un género de aves paseriformes perteneciente a la familia Pipridae, que agrupa a cuatro especies nativas de la América tropical (Neotrópico), donde se distribuyen desde las tierras bajas del golfo de México, por América Central y del Sur (inclusive Trinidad), hasta el norte de Bolivia y sur de la Amazonia brasileña, y, de forma discontinua, hasta el sureste de Brasil y noreste de Argentina por el este. A sus miembros se les conoce por el nombre común de saltarines y también bailarines o manaquines.

## Etimología
El nombre genérico masculino «Manacus» es una latinización del nombre holandés «manekken, manakin» que significa ‘pequeña cosa bonita’, y el nombre utilizado en Surinam para designar las aves de esta familia.

## Características
Las aves de este género son los clásicos saltarines barbudos, midiendo entre 10 y 11 cm de longitud, los machos con sus alargadas plumas del cuello blancas, amarillas o doradas que se abren durante las ruidosas exhibiciones en sus leks. Sus zonas de distribución son alopátricas, con limitada hibridación donde se reúnen.

## Taxonomía
Los estudios de filogenia molecular de Tello et al (2009) y McKay et al (2010), verificaron la existencia de dos clados bien diferenciados dentro de la familia Pipridae: uno llamado de subfamilia Neopelminae, agrupando a los saltarines más asemejados a atrapamoscas de los géneros Neopelma y Tyranneutes; y los restantes géneros llamados de "saltarines propiamente dichos", incluyendo el presente Manacus, en un clado monofilético Piprinae Rafinesque, 1815. Esto fue plenamente confirmado por los amplios estudios de filogenia molecular de los paseriformes subóscinos realizados por Ohlson et al (2013). El Comité de Clasificación de Sudamérica (SACC) adopta esta última división y secuencia linear de los géneros, a partir de la aprobación de la Propuesta N° 591. La clasificación Clements Checklist, el IOC, y el Comité Brasileño de Registros Ornitológicos (CBRO) adoptan integralmente esta secuencia y división (el CBRO divide en tres subfamilias, siguiendo a Tello et al. (2009)).

## Lista de especies
Según las clasificaciones del Congreso Ornitológico Internacional (IOC) y Clements Checklist/eBird, el género agrupa a las siguientes especies con el respectivo nombre popular de acuerdo con la Sociedad Española de Ornitología (SEO):
| Imagen | Nombre científico   | Autor             | Nombre común           | Estado de conservación | Distribución |
| ------ | ------------------- | ----------------- | ---------------------- | ---------------------- | ------------ |
|        | Manacus candei      | (Parzudaki, 1841) | saltarín cuelliblanco  | LC                     |              |
|        | Manacus aurantiacus | (Salvin, 1870)    | saltarín cuellinaranja | LC                     |              |
|        | Manacus vitellinus  | (Gould, 1843)     | saltarín cuellidorado  | LC                     |              |
|        | Manacus manacus     | (Linnaeus, 1766)  | saltarín barbiblanco   | LC                     |              |